# Lagoa do Caldeirão Norte
A Lagoa do Caldeirão Norte é uma lagoa portuguesa, localizada na ilha açoriana de São Miguel, arquipélago dos Açores, no município de Ponta Delgada encontra-se próxima do Maciço das Sete Cidades, da Lagoa do Peixe e da Lagoa da Prata, da Lagoa das Éguas e do Pico do Carvão.
Esta lagoa encontra-se a uma cota de altitude em relação ao nível do mar que ronda os 600 metros.